# Actidiographium
Actidiographium är ett släkte av svampar. Actidiographium ingår i familjen Hysteriaceae, ordningen Hysteriales, klassen Dothideomycetes, divisionen sporsäcksvampar och riket svampar.
|                 | Gloniopsis                                  |
|                 |                                             |
| Actidiographium | \| \| Actidiographium orientale \| \| \| \| |
|                 | \| \| Actidiographium orientale \| \| \| \| |
|                 | Acrogenospora                               |
|                 |                                             |
|                 | Glonium                                     |
|                 |                                             |
|                 | Gloniella                                   |
|                 |                                             |
|                 | Hysteroglonium                              |
|                 |                                             |
|                 | Encephalographa                             |
|                 |                                             |
|                 | Hysterocarina                               |
|                 |                                             |
|                 | Hysterium                                   |
|                 |                                             |
|                 | Graphyllium                                 |
|                 |                                             |
|                 | Hysterographium                             |
|                 |                                             |
|                 | Cleistonium                                 |
|                 |                                             |
|                 | Pseudoscypha                                |
|                 |                                             |
|                 | Hysteropatella                              |
|                 |                                             |
|                 | Psiloglonium                                |
|                 |                                             |
|                 | Hysterobrevium                              |
|                 |                                             |
|                 | Oedohysterium                               |
|                 |                                             |
|                 | Actidiographium orientale                   |
|                 |                                             |

|  | Actidiographium orientale |
|  |                           |